# Sent Adornin de Lenna
Sent Adornin de Lenna (en francès Saint-Saturnin-de-Lenne) és un municipi francès situat al departament de l'Avairon i a la regió d'Occitània.

## Demografia
| 1962                                       | 1968 | 1975 | 1982 | 1990 | 1999 | 2006 |
| ------------------------------------------ | ---- | ---- | ---- | ---- | ---- | ---- |
| 494                                        | 509  | 457  | 406  | 379  | 365  | 353  |
| Des de 1962: població sense dobles comptes |      |      |      |      |      |      |

## Administració
| Període   | Identitat        | Partit |
| --------- | ---------------- | ------ |
| 2001-2008 | François Molinie |        |
| 2008-     | Gérard Affre     |        |